# Zdeněk Hruška (Fußballspieler)
Zdeněk Hruška (* 25. Juli 1954 in Prag) ist ein ehemaliger tschechischer Fußballspieler und derzeitiger Fußballtrainer. Der Torwart, der den Großteil seiner Karriere bei Bohemians Prag verbrachte, repräsentierte 24 Mal die Tschechoslowakei als Nationalspieler und nahm an der Weltmeisterschaft 1982 teil.

## Vereinskarriere
Hruška begann seine Laufbahn bei Slavoj Vyšehrad, den er 1974 verließ, um den zweijährigen Wehrdienst abzuleisten. Ab 1976 spielte der Torwart für Bohemians Prag, mit dem er 1982 den tschechischen Pokal gewann und 1983 tschechoslowakischer Meister wurde. Nach neun Jahren bei Bohemians wechselte er 1985 zu Slavia Prag, wo er zwei Jahre blieb. In der Saison 1987/88 spielte der Torhüter für den griechischen Verein Veria FC. Anschließend kehrte er zu Bohemians Prag zurück. Nach nur einer Saison ging er abermals ins Ausland, diesmal zu Wacker/Groß Viktoria  in die Regionalliga Ost. 1990 wechselte Hruška zum FAC Viktoria Wien, wo er seine Karriere 1992 als Spielertrainer ausklingen ließ.
In der 1. Tschechoslowakischen Liga absolvierte Hruška 247 Spiele.

## Nationalmannschaft
In der Tschechoslowakischen Nationalmannschaft debütierte Hruška am 9. November 1977 in einem Freundschaftsspiel gegen Ungarn. Die Teilnahme an der Europameisterschaft 1980 verpasste er aufgrund einer Verletzung. Im ersten Gruppenspiel der Weltmeisterschaft 1982 überzeugte er nicht, die ČSSR spielte gegen Kuwait nur 1:1 unentschieden. Im zweiten Spiel gegen England stand Stanislav Seman im Tor. Hruškas letztes Spiel von insgesamt 24 im Dress der Tschechoslowakei war ein 1:1 gegen Rumänien am 30. November 1983.

## Trainerkarriere
Zunächst war Hruška ab 1992 Assistent bei Bohemians Prag, 1995 war er Cheftrainer. Seine nächsten Stationen waren der Viertligist FC Turnov und der Drittligist VT Chomutov. In der Saison 1997/98 war er Co-Trainer bei Slovan Liberec, von 1999 bis 2001 arbeitete er als Torwarttrainer bei Tennis Borussia Berlin. Anschließend coachte er den Prager Verein FSC Libuš. Im Sommer 2003 übernahm er erneut Bohemians Prag, wurde aber schon im November wieder entlassen. Später kehrte er zum FSC Libuš zurück.  